# 진만현
진만현(陣滿鉉, 1938년 10월 28일 ~ 1998년 9월 28일, 경상남도 사천군 서포면)은 대한민국의 행정 관료, 정치인, 공기업인이다. 본관은 여양이다.

## 학력
- 경남상업고등학교
- 동아대학교 무역학과 졸업
- 성균관대학교 무역학과 졸업
- 국방대학원

## 경력
- 1967년 11월 1일 ~ 국방부 재정국 근무[2]
- 1974년 경기도청 기획담당관
- 1976년 서기관
- 1976.08.05~1978.08.01 제20대(해방 후) 경기도 양주군수
- 1978.08.01 ~ 경기도청 시설과장
- 1978 양주군지편찬위원장
- 1979 ~ 내무부 지역지도과장
- 내무부 지방발전과장
- 1981.11.02 ~ 내무부 지방행정국 지역정책과장
- 1982 대한지방행정공제회 회원
- 1982.03.01 ~ 1982.10.31. 국토계획학회(현, 국토 도시계획학회) 잡지 도시정보지 편찬위원
- 1982.09.21 ~ 1983.12.26 제14대 경기도 의정부시장
- 경기도 양평군수
- 1983 부이사관
- 1985.03.11[3] ~ 1986.12.13 제3대 경기도 광명시장
- 1986.12.13 ~ 경상남도청 기획관리실장
- 1987 국토계획학회 잡지 도시정보지 편찬위원
- 1988.09 ~ 국무총리실 파견근무, 국무총리실 행정조정관실 제3조정담당관실
- 1989.01 ~ 내무부 기획관리실 공보담당관
- 1989.08 ~ 내무부 지방세심의관
- 1989년 9월 1일 ~ 1991년 1월 9일 제주도 부지사
- 1990년 ~ 가공용감귤수매협의회 위원장[4]
- 1992년 ~ 1992년 8월 내무부 공보관
- 1993.03.16 ~ 1994.12.31. 경상남도 부지사
- 1993.09.03. ~ 1994.10.14 경남개발연구원 재단 이사장
- 1994 부산직할시 부시장
- 1995 부산광역시 부시장
- 1995 ~ 1997 부산광역시 행정부시장
- 1996.10.23 ~ 1997.3.17 일본 부산지역관광설명회 부산대표장
- 부산관광협회 대표
- 1997.04.01. ~ 1998.09 대한주택공사 감사[5][6]
- 1998.09.28. 주택공사 감사 재직 중 서울삼성병원에서 사망[7][8]

## 상훈
- 1994년 홍조근정훈장

## 가족 관계
- 아들 : 진영정(陳永正) LG건설 근무
- 아들 : 진영록(陳永錄) SK건설 대리
- 사위 : 김기홍(金起弘), (주)박스터 차장

## 비고
| 전임 유철희 | 제22대 제주도 부지사 1989년 9월 1일 ~ 1991년 1월 9일 | 후임 이상칠 |

| 전임 박종택 | 제21대 경상남도 부지사 1993년 3월 16일 ~ 1994년 9월 23일 | 후임 이근식 |

| 전임 안명필 | 제29대 부산직할시 부시장 1994년 9월 24일 ~ 1994년 12월 31일 | 후임 (부산광역시 부시장)진만현 |

| 전임 (부산직할시 부시장)진만현 | 제29대 부산광역시 부시장 1995년 1월 1일 ~ 1995년 6월 30일 | 후임 (부산광역시 행정부시장)진만현 |

| 전임 (부산광역시 부시장)진만현 | 제30대 부산광역시 행정부시장 1995년 7월 1일 ~ 1997년 3월 20일 | 후임 최인섭 |

1. ↑  “보관된 사본”. 2019년 10월 9일에 원본 문서에서 보존된 문서. 2019년 10월 9일에 확인함.
2. ↑  "國防部人事", 조선일보 1967.10.29. 2면 11단 정치면
3. ↑  "人事", 조선일보 1985년 03월 10일자 2면 사회면
4. ↑  감귤수매가 ㎏당 3백47원 연합뉴스 1990.10.08.
5. ↑  "人事", 조선일보 1997년 04월 01일자 41면, 사회면
6. ↑  "人事", 경향신문 1997년 04월 01일자 19면, 사회면
7. ↑  "부음", 동아일보 1998년 9월 28일자 21면, 사회면
8. ↑  "부음", 조선일보 1998년 9월 28일자 29면, 사회면